# دوريس إيتون ترافيس
دوريس إيتون ترافيس (بالإنجليزية: Doris Eaton Travis) هي راقصة وعارضة وممثلة أمريكية، ولدت في 14 مارس 1904 في الولايات المتحدة، وتوفيت بنفس المكان في 11 مايو 2010. بدأت مشوارها المهني سنة 1917.

## أعمال

### أفلام
- (1999) رجل على القمر[5]

## وصلات خارجية
- دوريس إيتون ترافيس على موقع IMDb (الإنجليزية)
- دوريس إيتون ترافيس على موقع ألو سيني (الفرنسية)
- دوريس إيتون ترافيس على موقع أول موفي (الإنجليزية)
- دوريس إيتون ترافيس على موقع قاعدة بيانات برودواي على الإنترنت (الإنجليزية)
- دوريس إيتون ترافيس على موقع قاعدة بيانات برودواي على الإنترنت (الإنجليزية)
- دوريس إيتون ترافيس على موقع قاعدة بيانات الفيلم (الإنجليزية)
- دوريس إيتون ترافيس على موقع كينوبويسك (الروسية)